# Morze Koralowe
Morze Koralowe (ang. Coral Sea, fr. Mer de Corail) – duże półotwarte morze na Oceanie Spokojnym przy północno-wschodnich wybrzeżach Australii i południowo-wschodnich wybrzeżach Nowej Gwinei (Zatoka Papua).

## Charakterystyka
Od zachodu graniczy z Oceanem Indyjskim poprzez Cieśninę Torresa. Od północy graniczy z Morzem Salomona, a od południa z Morzem Tasmana i Morzem Fidżi. Od zachodu przy brzegach Australii znajduje się Wielka Rafa Koralowa. Granicę z otwartym oceanem wyznaczają wyspy: Santa Cruz, Nowe Hebrydy (Vanuatu), Wyspy Lojalności i Nowa Kaledonia.
Głównymi portami nad Morzem Koralowym są: Brisbane, Gold Coast, Sunshine Coast, Cairns, Townsville (Australia), Port Moresby (Papua-Nowa Gwinea) i Numea (Nowa Kaledonia).